# Jim Mitchell (Filmproduzent)
James „Jim“ Lloyd Mitchell (* 30. November 1943 in Stockton, Kalifornien; † 12. Juli 2007 bei Petaluma, Kalifornien) war ein US-amerikanischer Pornofilmproduzent und im Frühjahr 1991 als Mörder seines Bruders in den Medien präsent.
Jim und sein zwei Jahre jüngerer Bruder Artie wuchsen als Söhne eines Profiringers auf. Mitte der 1960er Jahre studierte Mitchell Filmwissenschaften an der San Francisco State University. Nebenbei arbeitete er in einem Kino, das erotische Filme zeigte. Er merkte schnell, dass man mit solchen Filmen viel Geld verdienen kann. 1969 eröffnete er mit seinem Bruder und dessen Frau Meredith Bradford in San Francisco einen Mix aus Kino und Theater mit angeschlossener Filmproduktionsfirma, wo sie 1970 mit Flesh Factory ihren ersten Film drehten. Das Theater galt schnell als Carnegie Hall of Sex. Im Lauf der Zeit schufen sich die Mitchell-Brüder ein Imperium, bestehend aus mehreren Kinos und einer Film- und Videoproduktionsfirma. Gäste bei ihnen waren unter anderen Huey P. Newton, Hunter S. Thompson, der auch kurz für sie arbeitete, und Robert Crumb.
In den 1970er Jahren produzierten sie einige künstlerisch zum Teil sehr ambitionierte pornografische Kinofilme, darunter Klassiker des Genres wie Behind the Green Door (1972) mit Marilyn Chambers in der Hauptrolle, Resurrection of Eve (1973) und Sodom & Gomorrah (1975). In vielen dieser Filme führte Mitchell auch Regie. Vor allem Behind the Green Door war mit einem Gewinn von 25 Millionen Dollar bei Produktionskosten von 60.000 Dollar auch ein großer finanzieller Erfolg und machte die Brüder zu Millionären. Die Brüder wurden zu Mitbegründern einer Welle, die als Porno Chic in die Geschichte einging. Der letzte größere Film von Jim Mitchell war der Traci-Lords-Film Grafenberg Spot von 1985.
Jim war der stillere der Brüder, obwohl auch er mehrmals verheiratet und Vater mehrerer Kinder war. Artie war ein eher extrovertierter Mensch, der im Lauf der Zeit immer mehr in den Bann von Alkohol und anderen Drogen geriet und dadurch das Geschäft der Brüder nachhaltig schädigte. Schließlich erschoss Jim seinen Bruder am 27. Februar 1991 im Zuge eines Streits um die Zukunft ihres Geschäfts. Vor Gericht gab Jim Mitchell an, die Tötung sei ein Versehen gewesen. Gegen die Richtigkeit dieser Aussage sprach die Bewaffnung mit Gewehr und Pistole, mit der er zum Haus seines Bruders gefahren war. Schließlich wurde er zu sechs Jahren Haft verurteilt, von denen er weniger als drei Jahre im San Quentin State Prison absitzen musste.
Nach seiner Entlassung lebte er bis zu seinem Tod 2007 auf seiner Ranch bei Petaluma. Die Geschichte der Brüder wurde zum Thema von mehreren Büchern, vielen Artikeln in Zeitungen und Zeitschriften und im Fernsehfilm Rated X.
Der Mordfall wurde in der Folge „Tod im Rotlichtmilieu“ der Krimi-Dokumentation Medical Detectives – Geheimnisse der Gerichtsmedizin beschrieben.